# Радіогенна теплогенерація

Еволюція радіогенного теплового потоку Землі з часом.

Радіогенна теплогенерація — тепловий потік, що формується в земній корі в результаті розпаду розсіяних в гірських породах довгоживучих радіоактивних елементів (ізотопів урану, торію і калію).
Неоднакова інтенсивність радіогенної теплогенерації в різних блоках земної кори спричиняє просторові зміни величин радіогенного тепла і є причиною значних локальних аномалій теплового потоку і температури.
Теплоструктура та еволюція континентів сильно залежать від кількості та розподілу джерел радіоактивного тепла в земній корі. Відмінності теплового потоку між геологічними провінціями зумовлені, значною мірою, змінами структури зерна та об'ємного складу. Зіставлення значень об'ємної теплогенерації земної кори в декілька вікових інтервалів показує чітку тенденцію зниження її інтенсивності з віком. Ця тенденція може пояснюватися радіоактивним розпадом.